# Sandy Martens
Sandy Martens (Opbrakel, Bélgica, 23 de diciembre de 1972) es un futbolista belga. Juega de defensa y su actual equipo es el KSK Beveren de la Segunda División de Bélgica.

## Selección nacional
Ha sido internacional con la Selección de fútbol de Bélgica, ha jugado 11 partidos internacionales y ha anotado 3 goles.

## Clubes
| Club        | País    | Año       |
| ----------- | ------- | --------- |
| AA Gent     | Bélgica | 1993-1999 |
| Club Brujas | Bélgica | 1999-2003 |
| AA Gent     | Bélgica | 2004-2007 |
| KSK Beveren | Bélgica | 2007-2008 |

- Datos: Q2688630